# Peder Lunde Jr.
Peder Lunde Jr. (Oslo, 9 de fevereiro de 1942) é um velejador norueguês, campeão olímpico. Ele competiu nos Jogos Olímpicos de Verão de 1960 na classe Flying Dutchman e conquistou a medalha de ouro a bordo do Sirene com Bjørn Bergvall. Oito anos depois, nos Jogos Olímpicos de Verão de 1968, conseguiu a prata na classe Star ao lado de Per Olav Wiken. Em 1981-82, ele foi tripulante do iate Berge Viking na Whitbread Round the World Yacht Race.
Lunde vem de uma família de velejadores: seus pais Peder e Vibeke Lunde, juntamente com o tio Børre Falkum-Hansen, ganharam uma medalha de prata nos Jogos Olímpicos de Verão de 1952, e seu avô Eugen Lunde tornou-se campeão olímpico em 1924.